# 86. østlige længdekreds
Den 86. østlige længdekreds (eller 86 grader østlig længde) er en længdekreds, der ligger 86 grader øst for nulmeridianen. Den løber gennem Ishavet, Asien, det Indiske Ocean, det Sydlige Ishav og Antarktis.